# Maceratola
Maceratola è una frazione del comune italiano di Foligno, nella provincia di Perugia, in Umbria.
La sua denominazione deriva da una fase del processo di lavorazione della canapa, la maceratura, fase che avveniva in alcune vasche o maceri pieni d'acqua ed era seguita dalla sbiancatura.

## Geografia fisica
Il paese è situato a ovest rispetto alla città di Foligno, della quale costituisce l'immediata periferia insieme alle località di Fiamenga, Corvia e Scafali. Maceratola si trova inoltre a sud-est rispetto alla SS316 dei Monti Martani e a nord-ovest rispetto al fiume Topino.

## Monumenti e luoghi d'interesse
La chiesa parrocchiale di Maceratola è dedicata a santo Stefano protomartire. La costruzione della chiesa attuale risale al XVIII secolo, anche se un edificio religioso sorgeva probabilmente in questo luogo già nei secoli precedenti, in quanto la località è nota sin dal XVI secolo. La parrocchia di Santo Stefano in Maceratola è attestata al 1706 e il primo parroco registrato è Alessio Meniconi del 1851. All'interno è conservata una macchina d'altare settecentesca, opera dello scultore lombardo Cristoforo Mancini e del tirolese Giovanni Grebar. La parrocchia di Maceratola si estende su un territorio che conta 715 abitanti.
Presso la frazione è situata anche l'edicola rinascimentale detta Madonna del Latte, che contiene il dipinto raffigurante Maria che dà il seno a Gesù bambino, tra due santi, opera attribuita al pittore Pierantonio Mezzastris (fine XV secolo).

## Geografia antropica
La frazione fa parte della circoscrizione n. 2 Borroni–Corvia–Scafali–Sterpete–Cave–Casevecchie–Budino–Fiamenga–Maceratola. Le principali strade che interessano il territorio del paese sono via Monte Falterona e via Maceratola, che collegano la località rispettivamente alla frazione di Fiamenga e a Foligno.